# 1813
- Wikisource

| Calendário gregoriano                                                        | 1813 MDCCCXIII                      |
| Ab urbe condita                                                              | 2566                                |
| Calendário arménio                                                           | 1262 – 1263                         |
| Calendário bahá'í                                                            | -31 – -30                           |
| Calendário budista                                                           | 2357                                |
| Calendário chinês                                                            | 4509 – 4510 Início a 1 de fevereiro |
| Calendário copta                                                             | 1529 – 1530                         |
| Calendário etíope                                                            | 1805 – 1806                         |
| Calendários hindus - Vikram Samvat - Calendário nacional indiano - Cáli Iuga | 1868 – 1869 1734 – 1735 4913 – 4914 |
| Calendário Holoceno                                                          | 11813                               |
| Calendário islâmico                                                          | 1228 – 1229                         |
| Calendário judaico                                                           | 5573 – 5574                         |
| Calendário persa                                                             | 1191 – 1192 Início a 21 de março    |
| Calendário rúnico                                                            | 2063                                |
| Calendário solar tailandês                                                   | 2356                                |

1813 (MDCCCXIII, na numeração romana) foi um ano comum do século XIX do actual Calendário Gregoriano, da Era de Cristo,  e a sua letra dominical foi C, teve 52 semanas,  início a uma sexta-feira e terminou também a uma sexta-feira.
| Ano completo                       |
| ---------------------------------- |
| Ano comum com início à sexta-feira |

## Eventos

### Março
- 16 de março - O Rei Frederico Guilherme III da Prússia declarou guerra a Napoleão Bonaparte. Iniciando a Sexta Coligação contra o Primeiro Império Francês.

### Abril
- 8 de abril - A Junta dos Três Estados foi extinta por Alvará, passando as suas competências para os Conselhos da Fazenda e de Guerra.

### Setembro
- setembro - Inundações provocam mortos na ilha Terceira, Açores, grandes chuvadas nas encostas da Serra de Santa Bárbara provocaram o extravasamento das ribeiras. A Igreja de São Bartolomeu foi inundada e várias casas das imediações destruídas, morrendo 5 pessoas. Em Santa Bárbara também houve mortos. Há tradição oral de grandes enchentes nas Doze Ribeiras e Altares.

### Outubro
- 31 de outubro - Termina a ocupação de Pamplona pelos franceses no decurso da Guerra da Independência Espanhola; a ocupação durava desde 1808.

## Nascimentos
- 19 de Janeiro - Henry Bessemer, inventor inglês (m. 1898).
- 21 de Janeiro - John Charles Frémont, político norte-americano (m. 1890).
- 31 de Janeiro - Agostino Depretis, político italiano (m. 1887).
- 21 de Março - James Strang, membro do Movimento dos Santos dos Últimos Dias (m. 1873).
- 5 de Maio - Søren Kierkegaard, filósofo dinamarquês (m. 1855).
- 22 de Maio - Richard Wagner, compositor alemão (m. 1883).
- 24 de Junho - Henry Ward Beecher, teólogo estadunidense (m. 1887).
- 10 de Outubro - Giuseppe Verdi, compositor italiano (m. 1901).
- 17 de Outubro - Georg Büchner, dramaturgo alemão (m. 1837).
- 16 de Novembro - Melchior Josef Martin Knüsel, foi presidente da Confederação Suíça em 1861 (m. 1889).
- 28 de Dezembro - Irineu Evangelista de Souza (Barão de Mauá), empresário, industrial, banqueiro e político brasileiro (m. 1889).

## Mortes
- 10 de Abril - Joseph-Louis de Lagrange, matemático francês (n. 1736).
- 28 de Abril - Mikhail Golenishchev-Kutuzov, militar russo (n. 1745).
- 6 de Junho - Alexandre Théodore Brongniart, arquiteto francês (n. 1739).
- 29 de Julho - Jean-Andoche Junot, militar francês (n. 1771).
- 23 de Agosto - Alexander Wilson, ilustrador norte-americano (n. 1766).
- 5 de Outubro - Tecumseh, chefe Shawnee (n. 1768).
- 19 de Outubro - Józef Antoni Poniatowski, marechal da França (n. 1763).
- 24 de Dezembro - Imperatriz Go-Sakuramachi, imperatriz do Japão (n. 1740).
- 11 de Março - Jacques Pedro Abatucci, foi um General francês, n. 1723.

## Por tema
- 1813 no Brasil
- 1813 na ciência
- 1813 no jornalismo
- 1813 na literatura
- 1813 na música
- 1813 na política